# Calocolobopterus magnus
Calocolobopterus magnus är en skalbaggsart som beskrevs av S. Endrödi 1957. Calocolobopterus magnus ingår i släktet Calocolobopterus och familjen Aphodiidae. Inga underarter finns listade.